# Mercedes Laura Aguiar
Mercedes Laura Aguiar Mendoza (Santo Domingo, 16 de febrero de 1872-Santo Domingo, 1 de enero de 1958) fue una educadora y feminista de República Dominicana. Como periodista y poeta, escribió obras para promover la igualdad entre hombres y mujeres y la soberanía dominicana, escribiendo en oposición a la ocupación estadounidense. Como feminista, luchó por el derecho al voto, el derecho de las mujeres a la educación y la protección laboral de mujeres y niños.

## Primeros años de vida
Aguiar nació el 16 de febrero de 1872 en Santo Domingo, República Dominicana, hija de María Antonia Mendoza y Eugenio Aguiar. Asistió a la escuela fundada por Salomé Ureña, conocida como "Instituto de Señoritas" y que fue el primer centro de educación superior en la República Dominicana. En 1887, Aguiar estuvo en la primera promoción del instituto junto con Leonor M. Feltz, Altagracia Henríquez Perdomo, Luisa Ozema Pellerano, Catalina Pou y Ana Josefa Puello.

## Carrera
Al finalizar sus estudios, Aguiar comenzó a enseñar en el Instituto y permaneció allí hasta 1893, cuando el establecimiento cerró por la enfermedad de su fundadora. Luego trabajó en la escuela fundada por su compañera Luisa Ozema Pellerano y su hermana Eva María y luego se desempeñó como educadora durante 30 años en el Instituto Salomé Ureña.
Cuando Estados Unidos invadió y ocupó República Dominicana en 1916, Aguiar se unió a un grupo de música vocal de mujeres, para formar la Sociedad Amantes de la Luz. Se desempeñó como secretaria del grupo y se pronunciaron en contra de que Estados Unidos invada el país y viole su soberanía. Se desempeñó en el mismo cargo en la Junta Patriótica de Damas Estas mujeres luchaban por el reconocimiento no solo de los derechos nacionalistas, sino también de los derechos de las mujeres. Trabajaron en diversas causas, incluido el establecimiento de la maternidad y hospitales infantiles, orfanatos e instalaciones de formación de enfermeras. También en atención sanitaria y servicios médicos gratuitos para los pobres, campañas de salud en todo el país para acabar con las enfermedades endémicas, educación nutricional, viviendas sanitarias, parques infantiles para barrios de clase trabajadora y centros de cuidado infantil para madres trabajadoras. En educación lucharon por mejoras educativas, incluidos desayunos y almuerzos escolares, uniformes adecuados, desarrollo de bibliotecas escolares y educación en comercio.
En 1942 fue nombrada delegada de Santo Domingo en el Primer Congreso de Mujeres Dominicanas, cuyo objetivo era mejorar las oportunidades educativas de las mujeres, para así mejorar sus oportunidades socioeconómicas y políticas, y también convertirlas en mejores compañeras de los hombres en sus vidas. Ese mismo año y poco después de la conferencia, las mujeres ganaron el derecho al voto. En 1945, Aguiar fue una de las delegadas especiales designadas para asesorar la Convención del Partido Dominicano para que "La Reforma de los Principios y Estatutos" atendiera las preocupaciones de las mujeres. Las mujeres presionaron para que se reformaran las leyes de maternidad para proteger a las trabajadoras.
Además de su docencia y activismo, Aguiar participó activamente como escritora, publicando numerosos artículos en revistas como La crónica, La Cuna de América, El Eco de la Opinión, Letras y Ciencias, Listín Diario y La Revista Literaria. Si bien la mayoría de sus obras se han perdido, Adolfina Henríquez de Smith recopiló un grupo de ellas e hizo una carpeta mimeografiada de algunas de sus obras más destacadas, incluido el discurso que pronunció en el Congreso de Mujeres de 1942. En 1937, después de cincuenta años de docencia, fue conmemorada por el Ministerio de Educación y en 1944 el gobierno le otorgó la Medalla de Oro de Honor a la Educación.

## Muerte y legado
Aguiar murió de problemas cardíacos el 1 de enero de 1958 en Santo Domingo. Póstumamente fue reconocida por sus contribuciones al desarrollo de la educación en República Dominicana, por una calle y una escuela que llevan su nombre.